# Неосередньовічна музика
Неосередньовічна музика, або музика середньовічної сцени — це сучасна популярна музика, що характеризується елементами середньовічної музики та старовинної музики в цілому.

## Визначення
Жанр не має загальновизнаної назви. Використовуються такі терміни, як середньовічна ринкова (ярмаркова) музика, середньовічна музика, або, рідше, середньовічна альтернатива, але жоден із них досі не став достатньо усталеним.
Історичну виконавську практику середньовічної музики слід відрізняти від музики середньовічної сцени. Вона не представляє новий чи унікальний музичний стиль, а скоріше має на меті відтворити європейську музику до 1450 року настільки, наскільки це можливо стилістично.

## Загальне

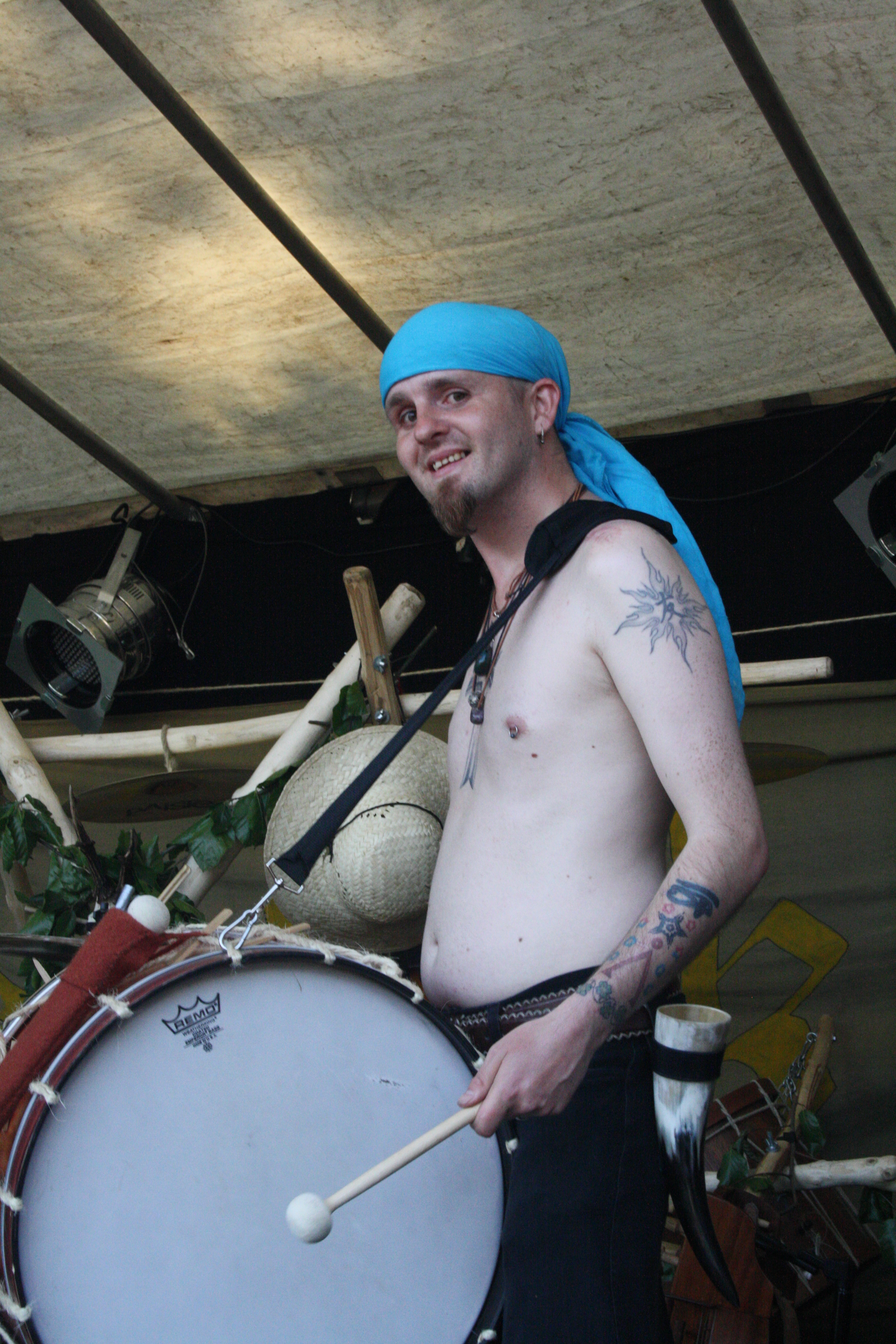
Tigga va Oche із двоголовим циліндровим барабаном

Музика середньовічної сцени стилістично широка. Вона варіюється від фольклористичної музики зі співом, струнними інструментами, арфами, флейтами, крумгорнами, шоломіями, шарманками та іншими історичними інструментами до гучної рок-музики з ринковими волинками та давулами.
Музика середньовічної сцени не претендує на автентичну музику відповідного історичного періоду. Скоріше вона зосереджується на розважальній цінності для відвідувачів ярмарків, гостей «лицарських трапез» та смаку шанувальників цього жанру. Основна увага приділяється веселощам і великій виконавській свободі, що призводить до появи абсолютно нових звуків і музичних стилів. Жанр загалом можна віднести до андерграундної музики. Подібно до народної, поп- та рок-музики, її виконавці часто також є композиторами або аранжувальниками своїх творів.
Гуртів, що спеціалізуються на неосередньовічній музиці, особливо багато в Німеччині, хоча цей жанр також користується певною популярністю в Північній Америці, Чехії, Нідерландах, Франції, Великобританії, Італії та скандинавських країнах.

## Історія
Завдяки зростанню популярності після появи середньовічних ярмарків, музика відтоді вже не є суто функціональною, але також стала власним, автономним жанром. Артисти з'являються, дають концерти та записуються, навіть не будучи активною чи пасивною частиною ярмаркової сцени. Їхня музика продовжує розвиватися і, маючи власний стиль, пропонує привабливе доповнення до існуючої пропозиції. Оскільки цей музичний стиль ще відносно молодий, він постійно піддається змінам та інноваціям.
Важко вказати точне походження неосередньовічної музики. Можна стверджувати, що всі середньовічні мелодії, написані після Середньовіччя, певним чином є неосередньовічними; це визначення включало б музику ще з епохи Відродження і далі. Інші приклади раннього неосередньовіччя також включають низку композиторів-романтиків, таких як Нільс Ґаде, Едвард Ґріг та Фелікс Мендельсон (які часто використовували середньовічні та народні мелодії), а також частини Carmina Burana Карла Орфа та багато саундтреків до фільмів 20 століття.
Однак, як популярна музична форма, народження неосередньовічної музики тісно пов'язане з рухом фолк-року та фолку 1960-х і 1970-х років. У багатьох країнах Європи музиканти прагнули знайти своє культурне коріння, відроджуючи музику, яка здебільшого вимерла внаслідок століть індустріалізації та десятиліть контакту з такими музичними стилями Сполучених Штатів, як джаз і рок.
У Великій Британії такі прог-рок-групи, як Jethro Tull, часто писали пісні з відтінком Середньовіччя. Однак лише наприкінці 1980-х років неосередньовічна музика виникла як цілий окремий жанр, насичений власною субкультурою.
Австралійська група Dead Can Dance, яка випустила більшість своїх найвідоміших творів у другій половині 1980-х, спричинила ще один ранній уплив на неосередньовічну сцену. Dead Can Dance мали більш симфонічний звук, ніж попередники, і, хоча ніколи не вважали себе гот-гуртом, були популярні серед готів. Це сформувало прецедент неосередньовічної музики, яка була особливо популярною на готичній сцені.
У 1989 році був створений німецький гурт Corvus Corax, двоє учасників якого втікали від розпаду східнонімецького режиму. У 1990-х роках вони справляли глибокий вплив на неосередньовічну музику. Corvus Corax разом з іншими гуртами започаткували популярну нині стратегію поєднання середньовічної музики з електронною. Їхній сайд-проект Tanzwut дав початок абсолютно новому жанру Mittelalter Rock|Metal, який тепер представлений такими відомими гуртами, як In Extremo, Subway to Sally, Saltatio Mortis, Schandmaul, Feuerschwanz тощо.
Зовсім недавно гурт Extra Life поєднав аспекти старовинної музики з сучасним жанром мат-року.
Сучасні композитори, такі як Мамору Фудзієда та Майкл Воллер, використовували риси неосередньовіччя та неоренесансу, використовуючи modal cells та тонкий контрапункт.

## Стилі
Сучасну музику середньовіччя можна розділити на два основні стилі. На практиці переходи між різними стилями, а також історичною практикою виконання та іншими музичними жанрами є плавними.
Подібно до того, як немає єдиної назви для всього жанру, немає також усталених назв для його стилів.

### «Фольклористичний стиль»

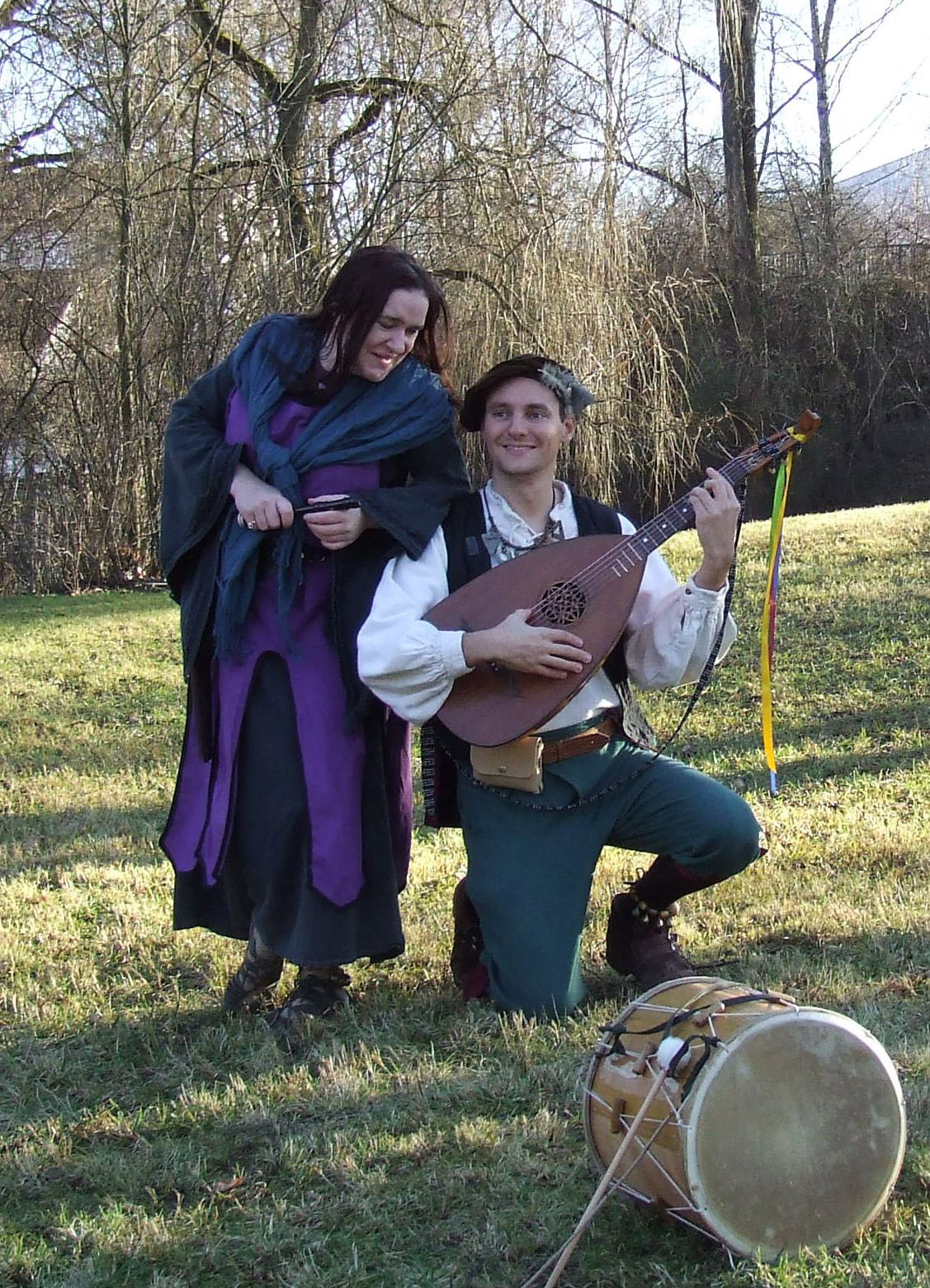
Фольклорний «середньовічний дует»

Цей стиль музики середньовічної сцени базується насамперед на «романтичному» образі Середньовіччя та його менестрелів, як він відомий з казок, романів чи фільмів. Є твори з вокалом, суто інструментальні, і де трохи переважає вокал. Пісні часто мають розважальний, веселий характер, але є й серйозні тексти. Спів тут стає основним інструментом творчості. В типових уривках «ла-ла-ла» голос також використовується для інструментального оформлення.
Спів складається з одного чи кількох голосів, рівномірно чи різноманітно. Акомпанементом виступають різноманітні інструменти. Тут можна знайти як копії справжніх інструментів європейської музики Середньовіччя, музики Відродження та наступних століть (наприклад, шарманка, нікельхарпа, цистра, портатив), так і сучасні інструменти, такі як гітарна лютня (гітара з корпусом у формі лютні) або інструменти візуально змінені, щоб надати їм екзотичного, псевдоісторичного вигляду. У розмовній мові їх зазвичай називають «лютнями» або «фіделями», хоча, строго кажучи, вони не підпадають під цю назву.
Крім того, є дерев'яні духові інструменти, такі як блокфлейти всіх видів або тихіші подвійні язичкові інструменти (напр. крумгорн, свисток, волинка). Духові інструменти зазвичай використовуються для ведення мелодії в чисто інструментальних творах, для подвоєння мелодії у творах з вокалом або як інструментальна прелюдія та інтерлюдія.
Барабани різних конструкцій і розмірів, тамбурини, дзвінкі кільця, клаппери і брязкальця (нім. Fußschellen) зазвичай використовуються для супроводу ударних.

#### Репертуар

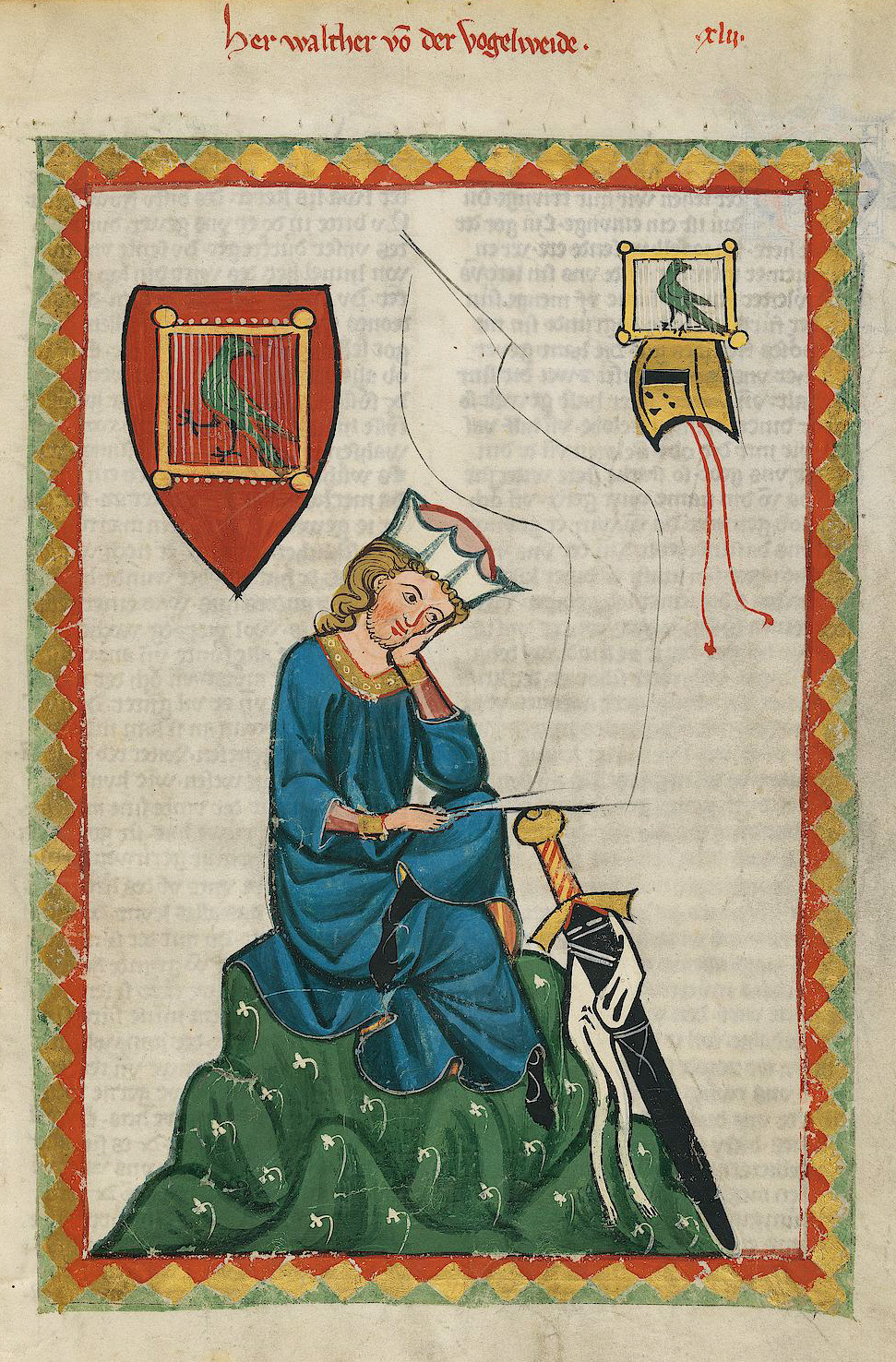
Вальтер фон дер Фогельвейде (Кодекс Манесс, близько 1300 р.)

Пісенний матеріал у цьому жанрі походить не лише з Середньовіччя, але й з найрізноманітніших джерел, а також пізніших епох. З одного боку, є традиційні джерела: Carmina Burana (XI–XII ст.), Вальтер фон дер Фогельвейде (бл. 1170—1228), Нейдхарт фон Рейенталь (бл. 1210—1240), Cantigas de Santa Maria (XIII ст.), Освальд фон Волькенштейн (бл. 1377—1445) — крізь Відродження (XV–XVI ст.) до 19 і 20 століття. З іншого боку, є нові композиції, нові аранжування, переклади текстів і нові тексти для старих пісень.
Основна увага приділяється пісням із мажорною/мінорною тональною класифікацією, оскільки їх можна відповідним чином супроводжувати акордовими інструментами, такими як струнні, а також зрозумілим текстом, тому в Німеччині переважають німецькомовні або германізовані тексти останніх трьох століть. Співають також пізніших пісень (напр. XIX ст. або пісні молодіжного руху XX ст.), якщо ті звучать лірично старовинно або якось інакше відповідають історичній темі. Завдяки скороченню звучання інструментів до «старого» та адаптації провідного голосу, звукових ідей до музики, придатної для середньовічного ярмарку, ця різноманітність утримується в цілості та пакується в новий контекст.
Ненімецькомовні пісні часто співаються в оригінальному тексті латиною, (старо)іспанською, (старо)італійською, (старо)французькою тощо. Є також виконавці (зокрема, німецькомовні), які переважно створюють музику англійською мовою. Зазвичай тут присутні сильні тенденції до англомовного фольклору, напр. ірландського.

#### Вигляд на сцені
Виконавці («менестрелі») цього музичного жанру майже завжди з'являються історично вдягненими, хоча, як це зазвичай буває на середньовічній сцені, одяг частково базується на реконструйованих історичних моделях, а частково на фантастичних ідеях, натхненних, серед іншого, романтизованим середньовіччям, фільмами і книгами. Одяг музикантів зазвичай трохи яскравіший і незвичайніший, ніж одяг інших акторів, щоб виділити їх як артистів.
У своїх анонсах музиканти переважно використовують стиль розмови, поширений на середньовічній сцені (штучна мова «Marktsprech»).

### «Рок на волинках»

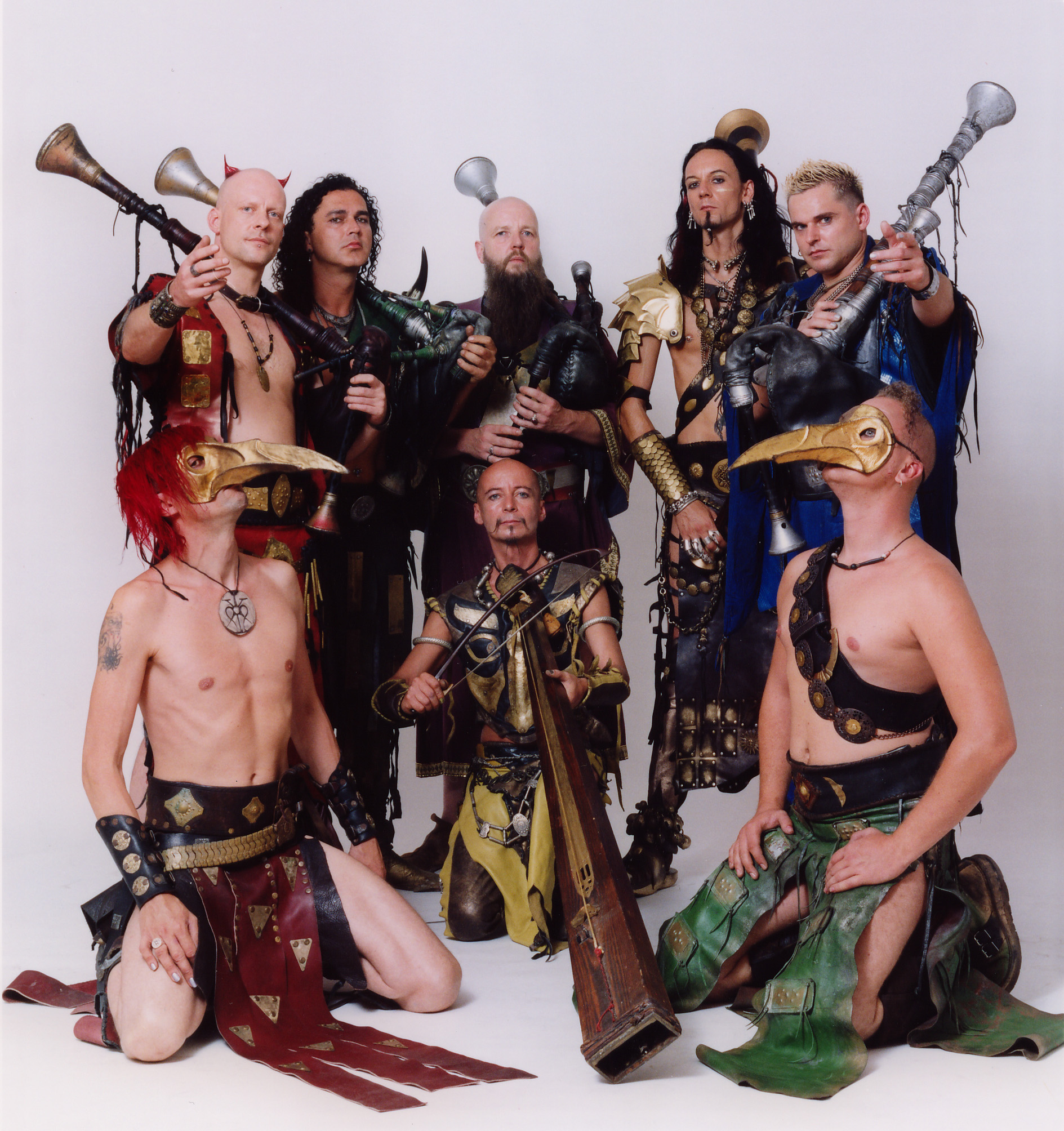
Corvus Corax

У пізній НДР, крім фольклористичного стилю, в середньовічній музиці розвинувся новий, незалежний музичний стиль. У ньому провідним інструментом є особливо гучний тип волинки, що був розроблений близько 1980 року без будь-якої історичної аналогії. Інструмент знаний на сцені як ринкова волинка, «середньовічний мішок» або «ринкова свиня». В її налаштуванні переважає A-дорійський лад. На додаток до високої гучності, свисток для ринкової волинки характеризується прямим жорстким звуком, а тому вона підходить для звукопідсилення великої площі на середньовічних ярмарках. Спочатку вона була розроблена для народних фестивалів в НДР, де виступали неосередньовічні музичні групи, такі як Tippelklimper або Spilwut. Інструмент використовується соло або в ансамблі, поліфонічно або для подвоєння сольного голосу.
Через високу гучність лише кілька інструментів підходять для акомпанементу. В основному використовуються ударні, серед них східні інструменти, такі як давул або дарбука, а іноді також інші, що зазвичай мають схоже на ринкову волинку звучання та розвинулися з тих самих звукових ідей. Щипкові інструменти зазвичай не можна використовувати через меншу гучність. Тут зазвичай вибирають гучні шарманки, пронизливі акорди й інструменти для заповнення голосу, такі як цистри чи сучасні ключові скрипки.
Цей стиль часто виконується суто інструментально, оскільки співу важко протистояти гучності інструментів. Склад коливається від сольних виступів і дуетів (типово: ринкова волинка/давул) до ансамблю з десяти музикантів, хоча це не збільшує кількість голосів. Окремі голоси подаються лише як хор.
Незважаючи на відносно сильні музичні обмеження, спричинені основним інструментом (волинкою), у жанрі розвинулося дивовижне внутрішнє стилістичне розмаїття. На відміну від мистецької музики, ця різноманітність пов'язана не з музичними творами, а з виконавцями, які часто самі пишуть свої твори.

#### Репертуар
Пісенно-мелодичний репертуар походить переважно з тих самих джерел, що і «фольклористичний стиль», тобто з різних століть і регіонів. Він багато в чому варіюється і часто поєднується з балканськими мелодіями та східними моделями. Є й нові композиції, які вписуються в дану звукову концепцію та розширюють її. Ступінь відхилення від фактичних середньовічних моделей різниться від інтерпретатора до інтерпретатора.

#### Вигляд на сцені

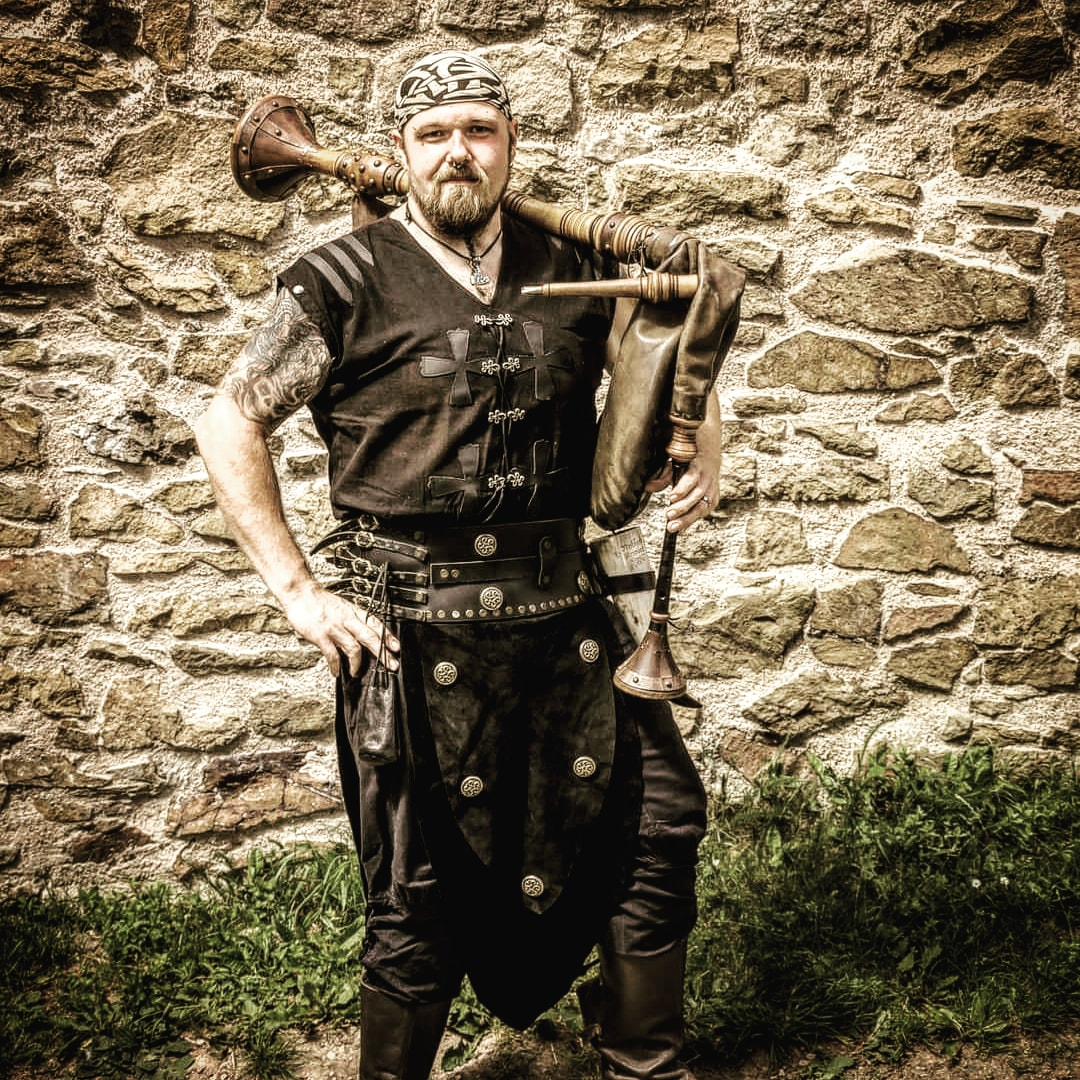
Магнус фон Стелларіс у фантазійному вбранні менестреля

Зовнішній вигляд музичних колективів у цьому стилі відповідає не стільки «романтичному», скільки більш «похмурому» Середньовіччю. З цією метою виконавці часто з'являються в одязі, який відповідає грубому і гучному обличчю музики. Костюми сильно варіюються. Знову ж таки, є виконавці, які посилаються на реконструйований одяг Середньовіччя. Однак більшість музичних колективів цього стилю носять фентезійні костюми, які не мають нічого спільного з історичним одягом — дикі, брутальні, а іноді й напівголі. Наприклад, може статися так, що ви побачите на сцені музиканта, одягненого лише в шкіряну набедрену пов'язку, хутряні рукавички та кольчугу.
Те саме стосується мови та наративів. «Marktsprech» цих груп, як правило, різка та гучна. Розвинувся плачучий стиль мовлення між розмовою та криком, який підходить для досягнення більшої гучності без надмірного голосового зносу. Наративи часто стосуються «жорстокого життя», алкоголю, сексу та повстання проти історично-вигаданої влади, як-от монарха чи церкви.

### Межові стилі
На додаток до неосередньовіччя існують також стилі, що мають схожі методи, але в яких фон, філософія, аудиторія та, перш за все, звук розходяться до такої міри, що більше не можна говорити про той самий жанр. Це включає, серед іншого, інтерпретацію джерел традиційної музики Середньовіччя, використання елементарних композиційних прийомів і стилістичних особливостей середньовічної музики з метою включення їх в інші стилістики, як-от сучасні музичні стилі всіх видів (напр. авангард або попмузика).
У багатьох випадках жанр більш-менш збігається з фолк-роком, британським фолк-роком і неофолком.
Є також музиканти та групи, які грають власну музику (напр. рок чи метал), збагачуючи та розширюючи звучання інструментами та/або текстами середньовічної музичної сцени, проте не змінюючи його принципово, а також використовують сучасні інструменти, такі як електрогітара, електробас, барабани. Найвідомішим прикладом такого межового типу є середньовічний рок.
Нарешті, є етнічні музиканти та фольклорні групи, які грають оригінальні версії тих же творів, що їх грають і музиканти середньовічної сцени. Наприклад, балканські твори, знайомі деяким виконавцям середньовічної музики, також грають справжні музиканти з відповідної культури, але це вже не має жодного відношення до середньовічної сцени.
Переходи та межі тут, звичайно, плавні. Тож від виконавця до виконавця або від твору до твору потрібно вирішувати, до якого жанру його можна віднести.